# جيمس هسبند
جيمس هسبند (بالإنجليزية: James Husband)‏ (3 يناير 1994 بليدز في المملكة المتحدة - ) هو لاعب كرة قدم بريطاني في مركز الدفاع. لعب مع نادي دونكاستر روفرز ونادي فولهام ونادي ميدلزبره وهدرسفيلد تاون.

## وصلات خارجية
- جيمس هسبند على موقع قاعدة بيانات كرة القدم.إي يو (الإنجليزية)
- جيمس هسبند على موقع Soccerbase.com (لاعب) (الإنجليزية)
- جيمس هسبند على موقع Soccerway.com (الإنجليزية)
- جيمس هسبند على موقع عالم كرة القدم.نت (الإنجليزية)
- جيمس هسبند على موقع AS.com (الإسبانية)